# Phyllis Lazarakis
Phyllis Lazarakis (* 30. Mai 1953) ist eine ehemalige australische Mittel- und Langstreckenläuferin.
Beim Leichtathletik-Weltcup 1977 in Düsseldorf wurde sie Siebte über 800 m.
1977 und 1978 wurde sie Australische Meisterin über 3000 m.

## Persönliche Bestzeiten
- 800 m: 2:04,7 min, 6. März 1976, Perth
- 1500 m: 4:22,5 min, 3. Juni 1978 (gemischtes Rennen: 4:14,0 min, 23. Februar 1980, Perth)
- 3000 m: 9:36,8 min, 21. Februar 1976, Perth